# Sabre modèle 1882 d'officier d'infanterie
Le sabre modèle 1882 d'officier d'infanterie est un sabre français, adopté en 1882 par le Service de l'Artillerie pour les officiers supérieurs et subalternes d'infanterie.

## Description
L'inspiration du modèle 1882 vient du sabre fantaisie d'infanterie de l'armée d'Afrique. Ce modèle consacre le système d'attache du fourreau à une seule bélière, devenu un standard : c'est le premier modèle de sabre qui n'a qu'une bélière d'origine.
Le sabre d'origine est assez simple, ce qui pousse bon nombre d'officiers à se faire fabriquer des modèles "fantaisie", gardant la lame réglementaire, mais modifiant la monture (nombre de branches, métaux divers...).
Ce modèle eut son époque de gloire durant la guerre de 1914-18. Il est porté par les officiers en tenue de sortie jusqu'au 13 août 1925, date de son abrogation. Il équipe désormais les élèves-officiers de l’École nationale supérieure des officiers de sapeurs-pompiers.
Contrairement au modèle 1845  pour officier subalterne d'infanterie qui a un modèle correspondant pour officier supérieur, le sabre d'officier d'infanterie 1882 est réglementaire pour tous les officiers, subalternes et supérieurs d'infanterie. On peut même trouver des modèles 1882 réglementaires portant sur le bec du plateau les étoiles de général.

## Caractéristiques

### Sabre modèle 1882 d'officier d'infanterie
On retrouve généralement l'inscription de la "manufacture de Châtellerault" et de "Coulaux et Cie Klingenthal" sur la lame, mais aussi celle de beaucoup d'autres fourbisseurs comme Balp à Saint-Étienne, Barré (Paris), François Backes et Delacour (Paris).
En campagne, les sabres devaient être renfermés dans une gaine en forte toile, dite "cachou". Cette gaine mobile fut remplacée plus tard par une gaine de cuir fauve collée sur le fourreau.
Il est porté par les officiers de l'infanterie, du génie, des tirailleurs, des zouaves, des troupes coloniales (hors artillerie), de la gendarmerie, des chasseurs, chasseurs alpins, et de la garde républicaine à pieds.
Description officielle donné par la direction de l'Artillerie pour le modèle d'ordonnance :
- longueur de la lame : 830 mm au départ, puis 4 tailles différentes possibles : 900 mm, 850 mm, 800 mm, 750 mm
- type de lame : lame droite de section lenticulaire à gouttière simple inversée par face. Cette lame n'a aucun tranchant, elle est faite pour l'estoc, sa pointe est dans le milieu. Elle est en acier nickelé (par la suite chromée et enfin sans traitement, cette dernière de la Manufacture de Châtellerault étant la plus rare)
- flèche : aucune
- monture : en métal blanc, avec quatre branches, dont trois latérales et du même côté
- poignée : corne de buffle noircie avec filigrane
- fourreau : maillechort d'Autriche ou acier demi-doux, un bracelet de bélière
- poids : 1 085 g avec fourreau (pour la lame de 83 cm)

### Les sabres pour officiers d'infanteries du type 1882
Beaucoup de caractéristiques changent avec les différents modèles plus ou moins fantaisistes des autres fourbisseurs. La garde, qui peut être à 3, 5, 6, 7 ou 9 branches se perd à des hauteurs différentes dans la branche principale.
Les modèles fantaisistes et dérivés les plus connus sont :
- modèle à trois branches : une branche principale large et deux branches latérales de garde présentant un type simple et léger
- modèle de "Nancy" à cinq branches : une branche principale de largeur moyenne, trois branches latérales de garde et une de contre-garde
- modèle à six branches : une branche principale de largeur moyenne, trois branches latérales de garde et deux de contre-garde
- modèle "Saumur" à six branches : une branche principale, quatre branches latérales de garde et une de contre-garde.
- modèle "Dérué 1890" à sept branches : large coquille pleine de laquelle se détache une branche principale, quatre branches latérales de garde et deux de contre-garde qui se réunissent à différentes hauteurs et présentent une garde enveloppante et de bonne protection pour un modèle unique pour les officiers d'infanterie et de cavalerie que l'on retrouvera sur le modèle 1896.